# مكتب مدير برنامج تحديث الحرس الوطني السعودي
مكتب مدير برنامج تحديث الحرس الوطني السعودي (بالإنجليزية: Office of the Program Manager, Saudi Arabian National Guard Modernization Program) هي هيئة أمنية تابعة لجيش الولايات المتحدة الأمريكية وتتمثل مهمتها الرئيسية في إدارة جهود التحديث للحرس الوطني السعودي.
توفر الولايات المتحدة الدعم الفني والإشرافي لعقود للحرس الوطني السعودي من خلال الوظائف، مثل التنظيم والتدريب والمعدات والمشتريات والبناء والصيانة والإمداد والإدارة والبرامج الطبية.
و تعتبر جميع جوانب توسيع قوة الحرس الوطني السعودي لها مشاركة مباشرة من أفراد الحركة الشعبية لتحرير فلسطين بهدف تطوير جيش كامل.
يمارس رئيس مكتب مدير البرنامج، السلطة الرئيسية على التخطيط والتوجيه والتنفيذ والتحكم في جهود تحديث الحرس الوطني السعودي. يغطي هذا الجهد جميع العناصر والبعثات والوظائف ومتطلبات الحرس الوطني السعودي. يسهل رئيس مكتب مدير البرنامج زيادة مشاركة الحرس الوطني السعودي في جميع جوانب البرنامج بهدف تمكين الحرس الوطني السعودي في النهاية من بدء ودعم الأنظمة الحديثة بشكل أحادي.

## التاريخ
تم تأسيس مكتب مدير البرنامج، برنامج تحديث الحرس الوطني السعودي في عام 1973 في اتفاقية موقعة من قبل ولي العهد السعودي الأمير عبد الله بن عبد العزيز آل سعود والسفير الأمريكي لدى المملكة العربية السعودية استجابةً لطلب من الملك فيصل بن عبد العزيز السابق. تم منح عقد تحديث الحرس الوطني السعودي في عام 1975 لشركة فينيل.
من عام 1975 إلى عام 1983، ساعدت مكتب مدير البرنامج الحرس الوطني السعودي في تنظيم وتجهيز وتدريب لواء مشاة منفصل يتكون من أربع كتائب أسلحة مشتركة مركبة على مركبات مدرعة من طراز V-150 وكتيبة مدفعية وكتيبة دعم لوجيستية للدعم المباشر، وهي شركة هندسية، وشركة الإشارة. بالإضافة إلى ذلك، تم إنشاء قاعدة لوجستية للدعم العام، وقاعدة قاعدة اللوجستيات، والمدرسة العسكرية للحرس الوطني. تم تحديث لواء مشاة ثاني واستمرت الجهود فيهما من 1982-1987.
بدأت مكتب مدير برنامج تحديث طبي بموجب مذكرة تفاهم ثانية في عام 1981. قامت شركة المستشفى الأمريكية بتشغيل مرفق رعاية حادة بسعة 500 سرير للحرس الوطني السعودي في الرياض تحت إشراف مدير البرنامج من 1982-1987. الحرس الوطني السعودي تولت مسؤولية الإشراف على المقاول في عام 1987 مع مكتب مدير البرنامج بمثابة مستشار.
تمكن مكتب مدير البرنامج من إدامة اللواءين الميكانيكيين مع الاستمرار في تطوير قاعدة اللوجستيات والبنية التحتية للنظام المدرسي من 1988 إلى 1990. بالإضافة إلى ذلك، بدأت مكتب مدير البرنامج في إسداء المشورة إلى مقر الحرس الوطني السعودي الوطني، ونظمت كتيبة إشارة جديدة، ونظمت ثلاث شركات طبية ميدانية جديدة، ونصح الكتيبة الخاصة سانج، مهندسي المرافق، وأنشطة معالجة البيانات.
قبل ستة أشهر من تفجير أبراج الخبر، يوم الإثنين، 13 نوفمبر 1995، تم تفجير مقر مكتب مدير البرنامج، برنامج تحديث الحرس الوطني السعودي؛ مما أدى إلى ارتفاع مستوى التهديد في الخبر. كلا التفجيرين قد نسبتا إلى حزب الله الحجاز.
في سبتمبر 2018، توفي طيار بالجيش الأمريكي أثناء تدريب طيار سعودي طالب على طائرة هليكوبتر هجومية خفيفة من طراز بوينغ إيه إتش-6 في مطار خشم العان بالرياض. وجد تحقيق حصلت عليه الجيش تايمز أن الجيش الأمريكي كان يزود الطيارين لمساعدة الموظفين على إبرام عقد من بوينج لم تفي به شركة الدفاع. توصل التحقيق إلى أن مكتب مدير البرنامج سمحت لـ «مهمة زحف» بالمساعدة في تدريب الطيارين السعوديين مع زيادة العمليات على الحدود اليمنية السعودية، لتوسيع تعليمات الطيران الخاصة بها إلى الطائرة بوينغ إيه إتش-6 «لملء الفراغ التعاقدي من بوينج».

## وصلات خارجية
- Official Site نسخة محفوظة 22 مارس 2005 على موقع واي باك مشين. DoD
- U.S. Department of Defense نسخة محفوظة 16 سبتمبر 2008 على موقع واي باك مشين.
- Embassy of the United States Riyadh, Saudi Arabia